# Jajarkot (distrito)
Jajarkot é um distrito da zona de Bheri, no Nepal. A sua sede é a cidade de Jajarkot, cobre uma área de 2 230 km² e no ano de 2001 tinha uma população de 134 868 habitantes.